# Candace Owens
Pour les articles homonymes, voir Owens.
Candace Owens, née le 29 avril 1989 à Stamford (Connecticut), est une commentatrice politique américaine, connue pour ses propos antisémites,, transphobes et conspirationnistes,,.
Proche de Donald Trump, elle est liée depuis 2017 au mouvement conservateur,, et ses prises de positions lui valent parfois d’être classée à l’extrême droite. Opposante publique au mouvement Black Lives Matter ainsi qu'au droit à l'avortement, Candace Owens prend le parti de Vladimir Poutine lors de l'invasion de l'Ukraine par la Russie.

## Biographie

### Études et débuts professionnels
Née dans une famille afro-américaine à Stamford, Candace Owens est diplômée de la Stamford High School (en).
Elle étudie le journalisme à l'université de Rhode Island, mais elle abandonne après trois ans en alléguant un problème avec son prêt étudiant. Par la suite, elle travaille pour le magazine Vogue.
En 2012, elle décroche un emploi d'assistante administrative dans une société de capital-investissement.
En 2015, elle démissionne pour fonder le site Internet Degree180, destiné aux milléniaux. À cette époque, Candace Owens critique le Tea Party et sur son site Degree180, les chroniqueurs critiquent souvent le candidat Donald Trump. Candace Owens y écrit elle-même peu d'éditoriaux politiques mais en 2015, elle y attaque le parti républicain en estimant que le « Republican Tea Party… finira par mourir (paisiblement dans son sommeil, nous l'espérons) ». 
Le site Degree180 cesse toute publication en décembre 2016, juste après l'élection de Donald Trump qui à partir de ce moment fait de Candace Owens l'une de ses plus fidèles alliées.

### Vie personnelle

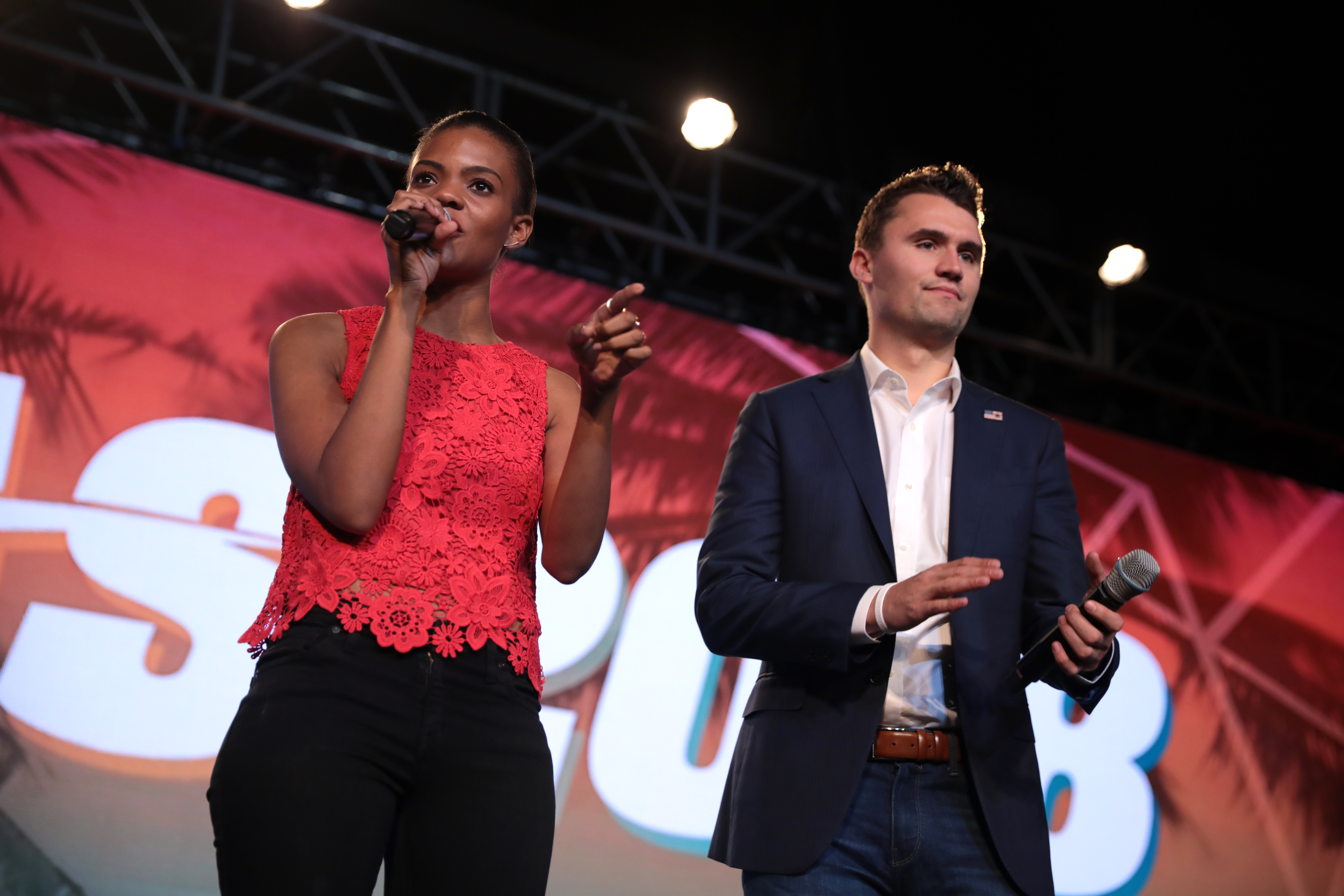
Candace Owens et Charlie Kirk s'entretenant au Sommet de l'action étudiante 2018 organisé par Turning Point USA au Palm Beach County Convention Center à West Palm Beach, en Floride.

Candace Owens se fiance à George Farmer, fils de Michael Farmer (membre de la Chambre des lords),. George Farmer est un anglais diplômé de l'université d'Oxford, trader dans le domaine de l'industrie minière et métallurgique, employé de fonds spéculatifs et ancien président de la TPUK (Turning Point UK, la branche anglaise de Turning Point USA, une association à but non lucratif américaine de type 501(c)3, créée le 5 juin 2012 par Charlie Kirk avec comme mission d'« identifier, éduquer, former et organiser les étudiants à promouvoir la responsabilité budgétaire, les marchés libres et un gouvernement limité, ». 
Son slogan est « Big Government Sucks », et elle tient une liste en ligne (Professor Watchlist) de professeurs supposés véhiculer ce que l'organisation estime être « de la propagande gauchiste » dans leurs cours,,,,.
Le 31 août, ils se marient au Trump Winery Hotel à Charlottesville, le Trump Winery (en) (littéralement « Vignoble Trump », anciennement Kluge Estate Winery and Vineyard), un manoir/Hôtel appartenant au « Domaine viticole Trump » en Virginie, le plus grand vignoble de Virginie, acheté par Trump en avril 2011,, offert à son fils Eric Trump en 2012 et depuis exploité sous le nom « Eric Trump Wine Manufacturing LLC »,, avec comme directrice générale actuelle de la cave, Kerry Woolard, une partisane de la campagne présidentielle de Donald Trump en 2016, conférencière invitée à la Convention nationale républicaine de 2016 (en) et à d'autres événements de la campagne de Donald Trump.

### Lutte contre le cyberharcèlement
En 2007, alors qu'elle est au lycée, elle reçoit des appels racistes blessants et menaçants. L'émetteur est ensuite géolocalisé dans une voiture où se trouvait le fils du gouverneur démocrate du Connecticut Dan Malloy. Ses parents poursuivent le Conseil scolaire de la ville devant un tribunal fédéral, estimant qu'il n'avait pas protégé les droits de sa fille. Elle est indemnisée à hauteur de 37 500 $,
En 2016, Candace Owens construit un site (SocialAutopsy.com), destiné à exposer les internautes qui se livrent à de tels actes. Le site demande aux utilisateurs de faire des captures d'écran de messages offensants, et de les lui envoyer, pour qu'elle les classe par nom d'utilisateur. Le développement du site est financé par une campagne de financement participatif sur Kickstarter. Une controverse immédiate se fait concernant la dés-anonymisation des utilisateurs d'Internet.
Des militants contre le cyberharcèlement lui reprochent d'encourager ce qu'elle dénonce, par son approche combinant la délation et le name and shame ; publier en ligne une liste de noms encouragerait le doxxing et un harcèlement de représailles, ce qui est contraire au but de la lutte contre le cyberharcèlement.
Zoë Quinn, cofondatrice de Crash Override Network (réseau d'experts spécialistes de l'aide aux victimes de harcèlement en ligne), après avoir elle-même été longuement victime d'intimidations en ligne (cf. la controverse du Gamergate), lui demande de stopper son projet.
Randi Lee Harper, de l’Online Abuse Prevention Initiative (en) l'incite aussi à renoncer, estimant qu'elle ne comprend pas complètement les enjeux du cyberharcèlement.
Candace Owens répond que son site n'était pas destiné à être une plateforme de doxxing, et que personne ne produirait de manière abusive des messages anonymes en agrégeant les noms ou les lieux de travail des harceleurs. Kickstarter suspend toutefois sa campagne de financement, et le site Web ne voit finalement pas le jour, bien que, selon Candace Owens, 22 000 profils eussent déjà été créés.

### Militantisme conservateur

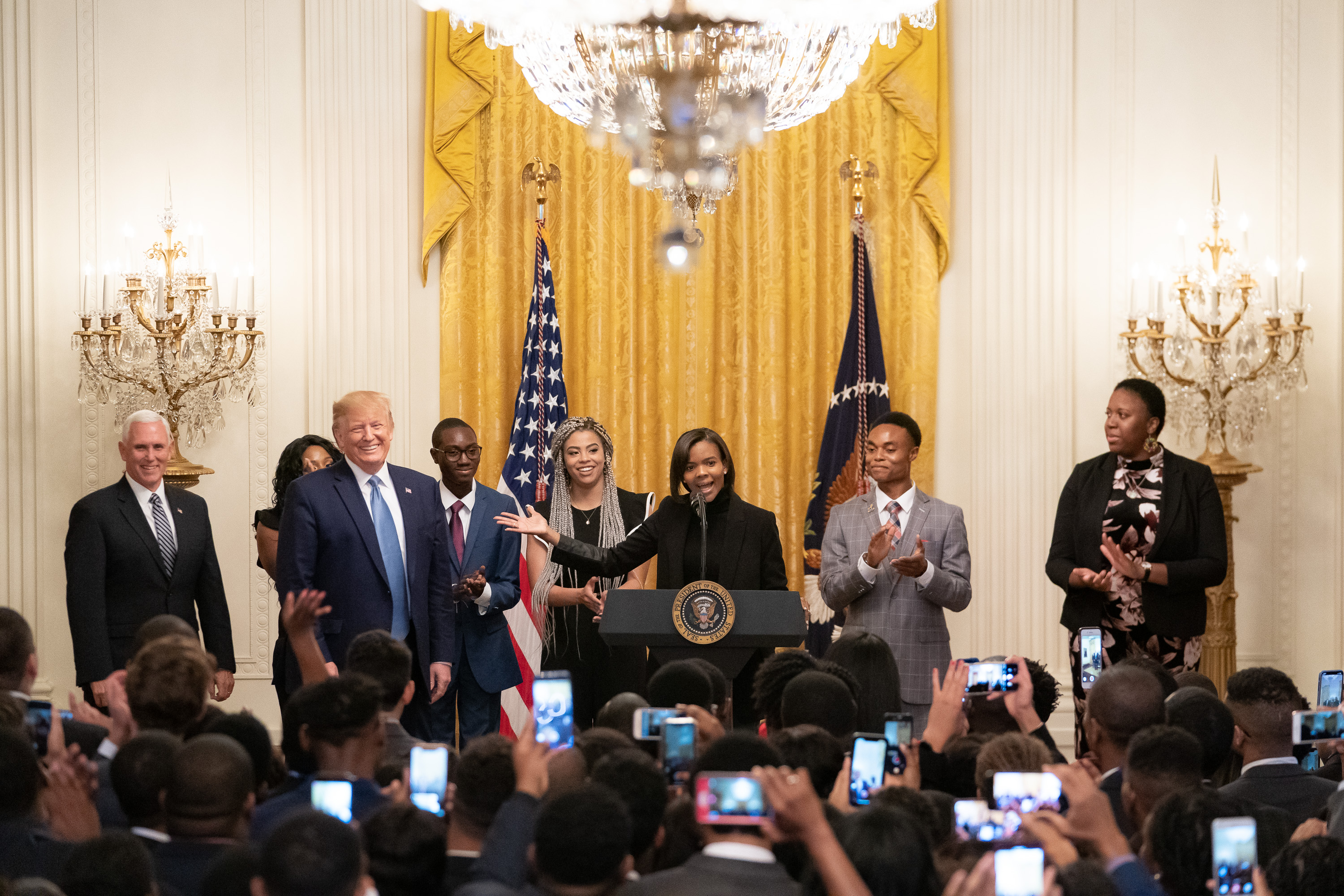
Donald Trump soutient Candace Owens et réciproquement, ici à la Maison-Blanche en 2019.

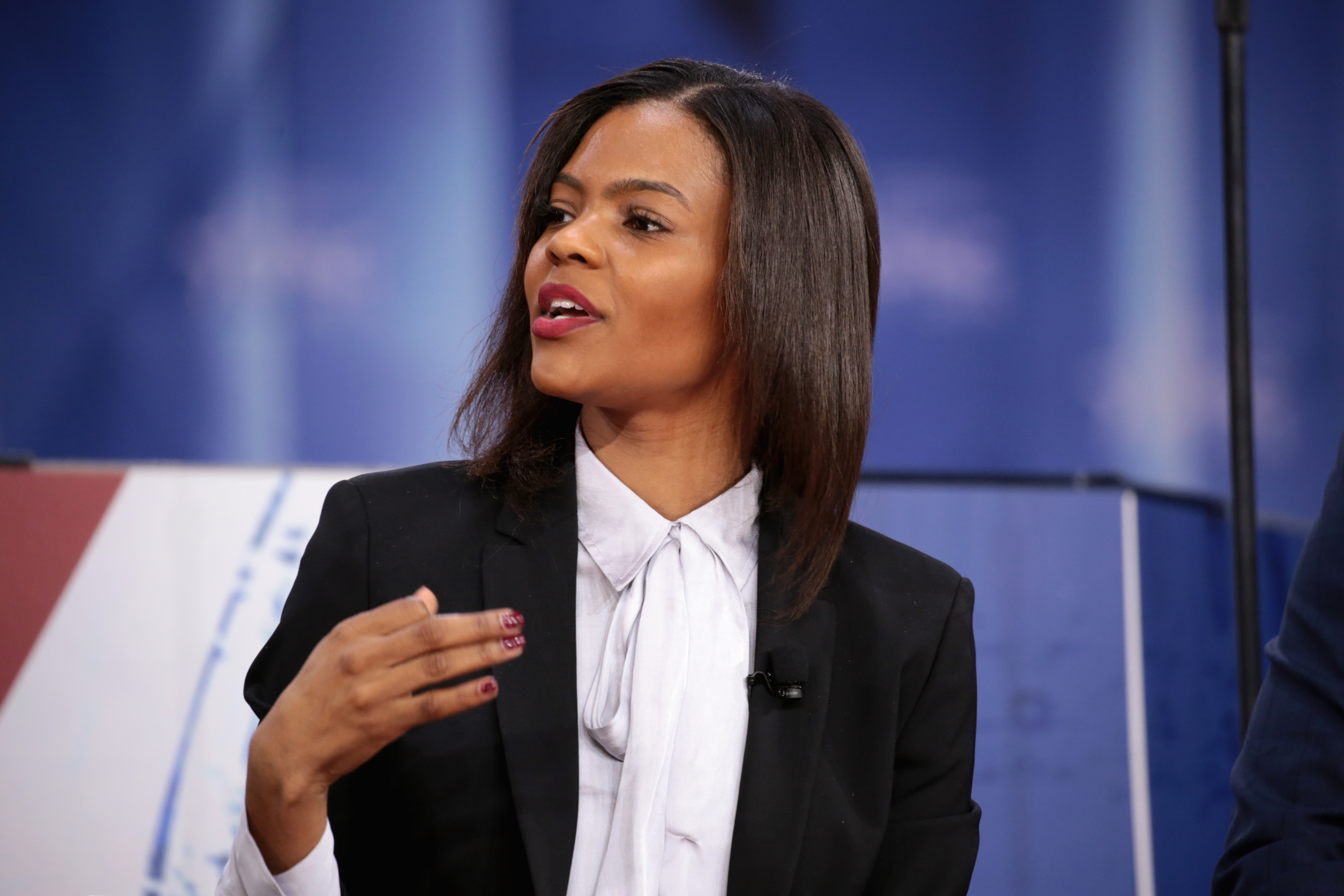
Candace Owens lors de la Conférence d'action politique conservatrice (CPAC, ou Conservative Political Action Conference) 2018 au National Harbor, dans le Maryland.

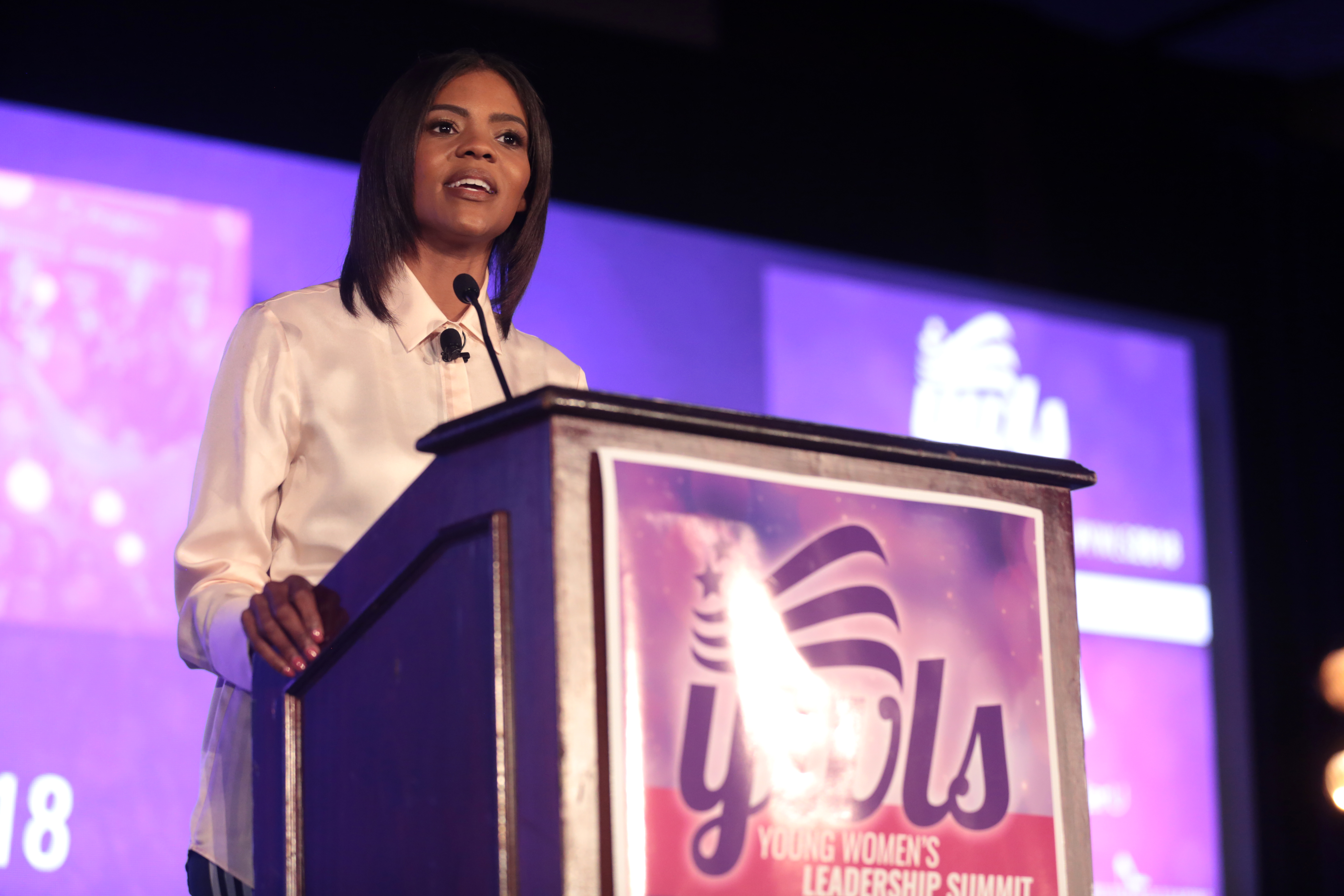
Candace Owens au « Sommet du leadership des jeunes femmes » 2018, manifestation organisée par Turning Point USA (organisation du Parti des républicains), au Hyatt Regency DFW Hotel à Dallas au Texas.

Connue et appréciée de l'élite républicaine new-yorkaise, elle lance en 2017 Red Pill Black, un site Web et une chaîne YouTube promouvant le conservatisme auprès du public afro-américain,.
Le 21 novembre 2017, après la victoire présidentielle de Donald Trump et à l'occasion du MAGA Rally and Expo de Rockford (Illinois), le fondateur de l'organisation conservatrice Turning Point USA Charlie Kirk annonce embaucher Candace Owens comme directrice de l'engagement urbain.
En mai 2019, Candace Owens annonce son départ alors qu'elle était devenue directrice de la communication de l'organisation,[source insuffisante].
En 2018, le chanteur afro-américain Kanye West, soutien du président Trump, tweete en avril : « J'aime la façon dont Candace Owens pense », ce qui est accueilli avec dérision par certains fans de l'artiste.
En 2019, elle déclare en septembre que le suprémacisme blanc et le nationalisme blanc ne sont pas de véritables problèmes pour les minorités américaines ; les problèmes les plus urgents pour les États-Unis sont l'avortement, l'immigration clandestine et les attaques des démocrates contre la masculinité.

### Fondation BLEXIT
Il est reproché à Candace Owens d'avoir volé le nom « Blexit (en) » à un mouvement bancaire noir préexistant.
En effet, en 2016, un premier mouvement dénommé « BLEXIT » a été lancé aux États-Unis par Me'Lea Connelly. Ce mouvement vise l'indépendance économique des Noirs américains en les encourageant à quitter les banques et les systèmes financiers traditionnels, qui les ont historiquement désavantagés, au profit d'investissements réorientés dans l'« économie des populations afro-américaines.
Selon Me'Lea Connelly, le « Blexit consiste à trouver la racine économique des systèmes oppressifs et à trouver des moyens de les sortir en créant des systèmes de remplacement qui fonctionnent réellement pour nous ». Le terme « Blexit » créé par Me'Lea Connelly, est un mot-valise composé de « black » (noir) et d'« exit » (sortie), évoquant volontairement le Brexit, terme utilisé pour décrire le retrait du Royaume-Uni de l'Union européenne.
Fin 2018, Candace Owens reprend — sans autorisation — le nom Blexit à son compte, en créant une Fondation BLEXIT, politique et sans aucun rapport avec le vrai Blexit, induisant la confusion car les deux entités n'ont en réalité rien à voir. Me'Lea Connelly, le fondateur du Blexit original l'a menacée de poursuites judiciaires, considérant qu'« il y a trop d'enjeux, à ce stade, pour permettre à un mouvement si important d'être simplement coopté pour des acrobaties politiques ».
La Fondation BLEXIT de Candace Owens fait campagne sur les réseaux sociaux pour encourager les Afro-Américains (et les Latinos et d'autres minorités) à abandonner le Parti démocrate pour adhérer au Parti républicain en leur promettant la liberté. Elle déclare à Fox News en 2018 que « le Blexit est la sortie des noirs du Parti démocrate », alors que selon les sondages, seuls 8 % des Noirs américains s'identifiaient comme républicains et qu'ils n'avaient jamais été aussi nombreux à soutenir les démocrates (plus encore que lors de la candidature d'Hillary Clinton).
En octobre 2018, en lançant sa fondation, Candace Owens a déclaré que son « cher ami et camarade super-héros Kanye West » (rappeur ayant rencontré Donald Trump) avait créé le logo et les couleurs du Blexit. Mais le lendemain, West a vigoureusement nié avoir aucun rapport avec le BLEXIT : « Je n'ai jamais voulu aucune association avec Blexit » et « j'ai été habitué à ce qu'on répande des messages auxquels je ne crois pas »,,. Après des excuses de Candace Owens, le rapper West l'a néanmoins félicitée pour son livre How Black America can make its second escape from the Democrat plantation (« Comment l'Amérique noire peut faire sa deuxième évasion de la plantation démocrate ») ; l'expression « plantation démocrate » est un terme utilisé par les conservateurs noirs, terme que le Washington Post a dénoncé comme étant manipulateur car « superficiel et anhistorique », et qui « distord l'état actuel des relations entre les démocrates et les électeurs afro-américains, et prive ces derniers de représentation, en partie parce qu'on les induit en erreur dans la comparaison historique que cette rhétorique prétend faire ».

## Prises de position

### Politique française
Le 28 septembre 2019, elle est l'une des invitées star de la « convention de la droite », organisée par des proches de Marion Maréchal. Selon son équipe, elle est invitée du fait qu'« elle n'est pas dans les éléments de langage, elle est hors cadre et milite sans être dans un parti politique ». Concernant le mandat du président Emmanuel Macron, elle déclare : « J'aimerais pouvoir dire que c'est un leader fort, mais, à l'évidence, ce n'est pas le cas. Il accorde la priorité à des dossiers qui ne devraient pas être priorisés. »

#### Infox de la transidentité de Brigitte Macron
Le 11 mars 2024, Candace Owens reprend à son compte les propos de Zoé Sagan et Xavier Poussard de la lettre d'informations confidentielles d'extrême droite Faits et Documents en publiant une vidéo sur le « Brigitte Gate », qu'elle titre « Le plus grand scandale politique de l'histoire de l'humanité ». Rebondissant sur les propos d’Emmanuel Macron prononcés quelques jours plus tôt en défense de sa femme Brigitte accusée d'être une personne transgenre, elle s'interroge sur la possibilité qu'effectivement l'épouse du président français soit un homme,. En 2025, elle préface un ouvrage à succès de Xavier Poussard, Devenir Brigitte, qui reprend cette infox et qui accuse également le couple Macron de pédophilie et d’inceste. En juillet 2025, Emmanuel et Brigitte Macron intentent un procès au Delaware (États-Unis) contre Owens et son entreprise, les accusant de mener une « campagne de diffamation ».

### Idéologie

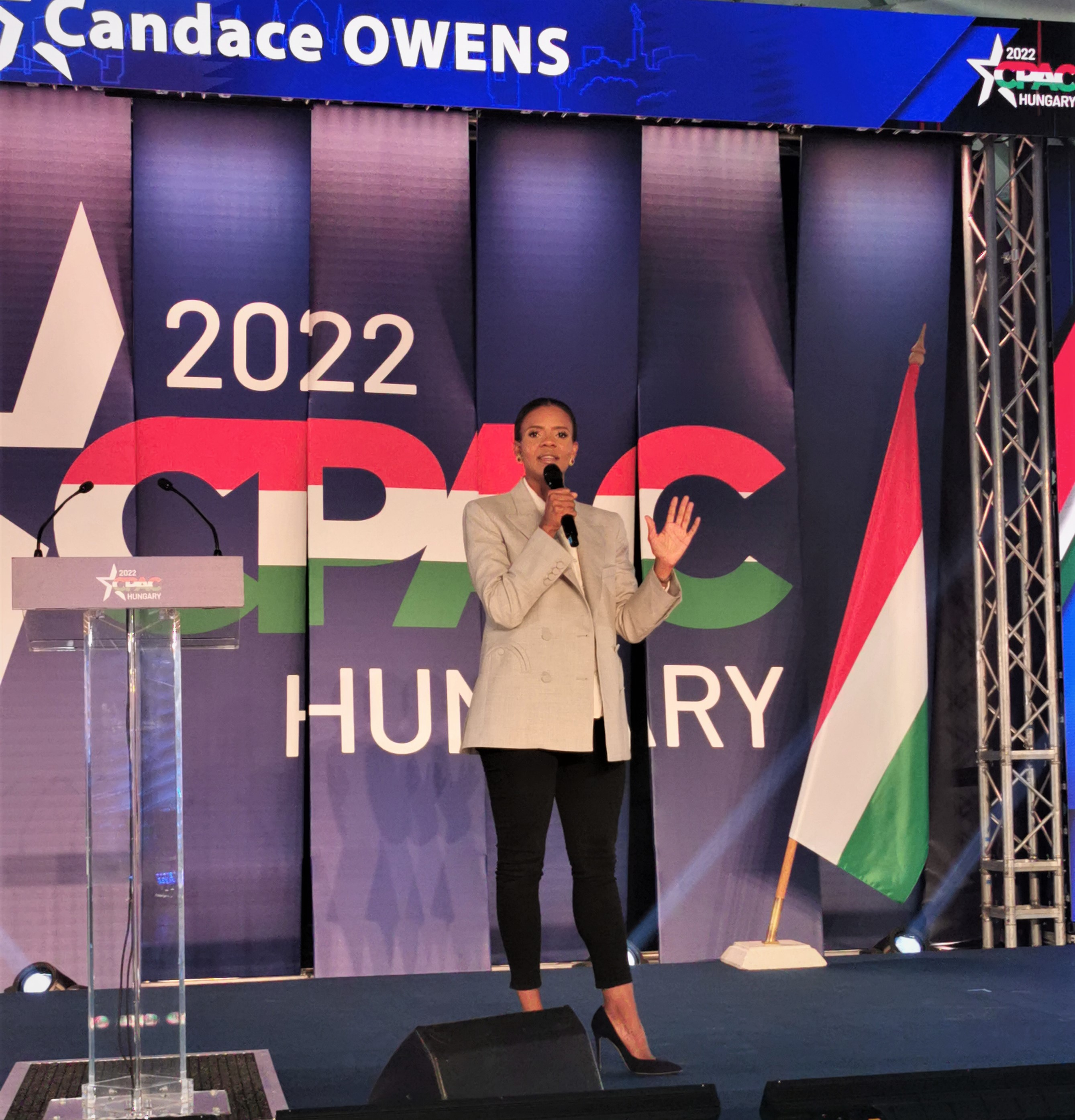
Au CPAC Hungary 2022.

Candace Owens a dit qu'elle n'avait pas d'intérêt pour la politique avant 2015, mais qu'elle était auparavant identifiée comme « libérale »,.
En 2017, elle a commencé à se classer parmi les partisans conservateurs de Donald Trump,, qu'elle a même ensuite qualifié de « sauveur » de la civilisation occidentale.
Elle a soutenu que Trump ne s'était pas engagé dans une rhétorique nuisible aux Afro-Américains, n'avait pas proposé de mesures qui nuiraient aux Afro-Américains,.
En octobre 2018, elle a dit qu'elle n'avait jamais voté, et qu'elle n'était devenue républicaine que récemment.
The Guardian a décrit Candace Owens comme « ultra-conservatrice ». Le journal New York et la Columbia Journalism Review l'ont décrite comme « de droite »,. The Daily Beast a qualifié ses vues « d'extrême droite », et le Pacific Standard (en) l'a décrite comme membre de « l'alt-right », bien qu'elle ait rejeté ces deux termes,.
Elle a été influencée par les écrits d'Ann Coulter, Milo Yiannopoulos, Ben Carson et Thomas Sowell
Candace Owens affirme en 2018 : « La gauche déteste l'Amérique et Trump l'aime ». Comme Trump, elle tente de faire passer les démocrates pour des communistes, et affirme que la gauche « détruit tout à travers cette idéologie culturelle marxiste ».

### Questions raciales
Candace Owens a vivement critiqué le mouvement Black Lives Matter,,, qu'elle a décrit comme « un groupe de bambins pleurnichards, faisant semblant d'être opprimés pour attirer l'attention » ; les Afro-Américains ont, selon elle, une « mentalité de victimes » et elle qualifie souvent le Parti démocrate comme une « plantation » (en référence aux plantations dans lesquelles les esclaves noirs étaient exploités). Elle affirme que la gauche américaine « aime que les Noirs soient dépendants du gouvernement » et que les Noirs ont subi un lavage de cerveau pour voter démocrate. Selon elle, la violence policière contre les Noirs n'est pas une question de racisme, et les meurtres de Noirs par la police sont une affaire insignifiante pour les Afro-Américains,,.
Selon elle, si « les Noirs américains ont une situation économique moins bonne que dans les années 1950 sous Jim Crow », c'est parce que « nous n'avons voté que pour un parti depuis lors ». Elle a néanmoins attribué les améliorations économiques des Afro-Américains (telles que la diminution du taux de chômage), à la présidence de Trump.
Quand on lui a demandé s'il était problématique que des groupes suprémacistes blancs, tels que le Ku Klux Klan (KKK), soutiennent Trump, Candace Owens a répondu que l'« Antifa » est plus répandu que le KKK, ajoutant que les médias ont couvert le KKK lors de la présidence de Trump pour le blesser. Lors d'une audience sur les crimes de haine en 2019, Candace Owens a qualifié le KKK d'« organisation terroriste démocrate ». Après le rassemblement Unite the Right de 2017 à Charlottesville, en Virginie, Candace Owens a déclaré que l'inquiétude suscitée par la montée du nationalisme blanc était « stupide ».
En 2018, Candace Owens a nié que les informations faisant état d'une recrudescence des crimes haineux soient vraies, affirmant que « toutes les violences de cette année sont principalement dues à des gens de gauche ». Sur Facebook, elle a écrit : « Je m'identifie fièrement à un oncle Tom. »

### Sa négation de la stratégie du Sud
En avril 2019, elle est invitée à témoigner devant le Comité judiciaire de la Chambre (United States House Committee on the Judiciary) sur la montée des crimes haineux et des suprémacistes blancs aux États-Unis.
Elle y affirme que la « stratégie du Sud » employée par le Parti républicain pour renforcer son appel aux électeurs racistes était un « mythe » qui « n'a jamais existé ». Cette assertion a été contestée par plusieurs historiens, qui ont déclaré que l'existence de la « stratégie du Sud » était bien documentée par des sources contemporaines sur le Mouvement américain des droits civiques, l'historien Kevin M. Kruse (en) (de l'université de Princeton), spécialiste du conservatisme moderne, qualifiant la déclaration de Candace Owens d'« absurdité totale »,.

### Droits des femmes
Candace Owens s'oppose à l'avortement, qu'elle qualifie d'« outil d'extermination des bébés noirs »,.
Elle critique le féminisme et a décrit le mouvement #MeToo (mouvement international contre le harcèlement et les agressions sexuelles) comme « stupide », ajoutant qu'elle « détestait » cela, estimant qu'il était fondé sur l'idée que « les femmes sont stupides, faibles et sans importance »,.

### Antisémitisme
Candace Owens promulgue pendant des mois entre 2023 et 2024 des idées antisémites sur internet,, qualifiant par exemple la « haine contre les nazis » d'« endoctrinement » et remettant en cause la véracité des expériences nazies du criminel de guerre Josef Mengele.

### Droits LGBT
Candace Owens soutient le mariage homosexuel mais s'est déclarée pour l'interdiction dans l'US Army des personnes transgenres en train de subir une chirurgie de réattribution sexuelle, sans toutefois s'opposer à la présence de personnes transgenres l'ayant réalisée. Elle se fait néanmoins remarquer en 2023 pour des propos homophobes, affirmant que l'homosexualité provient de la molestation infantile.

### État-providence
Candace Owens s'oppose aux programmes d'aides sociales, affirmant qu'ils sont un outil du Parti démocrate pour garder les Noirs américains dépendants du gouvernement.

### Droits aux armes
Candace Owens est une membre enregistrée de la National Rifle Association (NRA). Elle a faussement affirmé que la NRA a été fondée en tant qu'organisation de défense des droits civiques ayant formé les Afro-Américains à s'armer, alors que selon les vérificateurs de fait de PolitiFact, au contraire la NRA a été fondée par des vétérans de la guerre civile de l'Union pour améliorer l'adresse au tir des soldats,.

### Immigration musulmane
En 2018, Candace Owens a affirmé que « l'Europe tombera et deviendra un continent à majorité musulmane d'ici 2050 ; ajoutant qu'il n'y a jamais eu de pays à majorité musulmane où la charia n'a pas été appliquée ». Les États-Unis seraient alors « forcés de sauver » les Britanniques. Selon elle, les immigrants illégaux amenés aux États-Unis devraient en être expulsés immédiatement.

### Soutien du candidat Trump en 2020

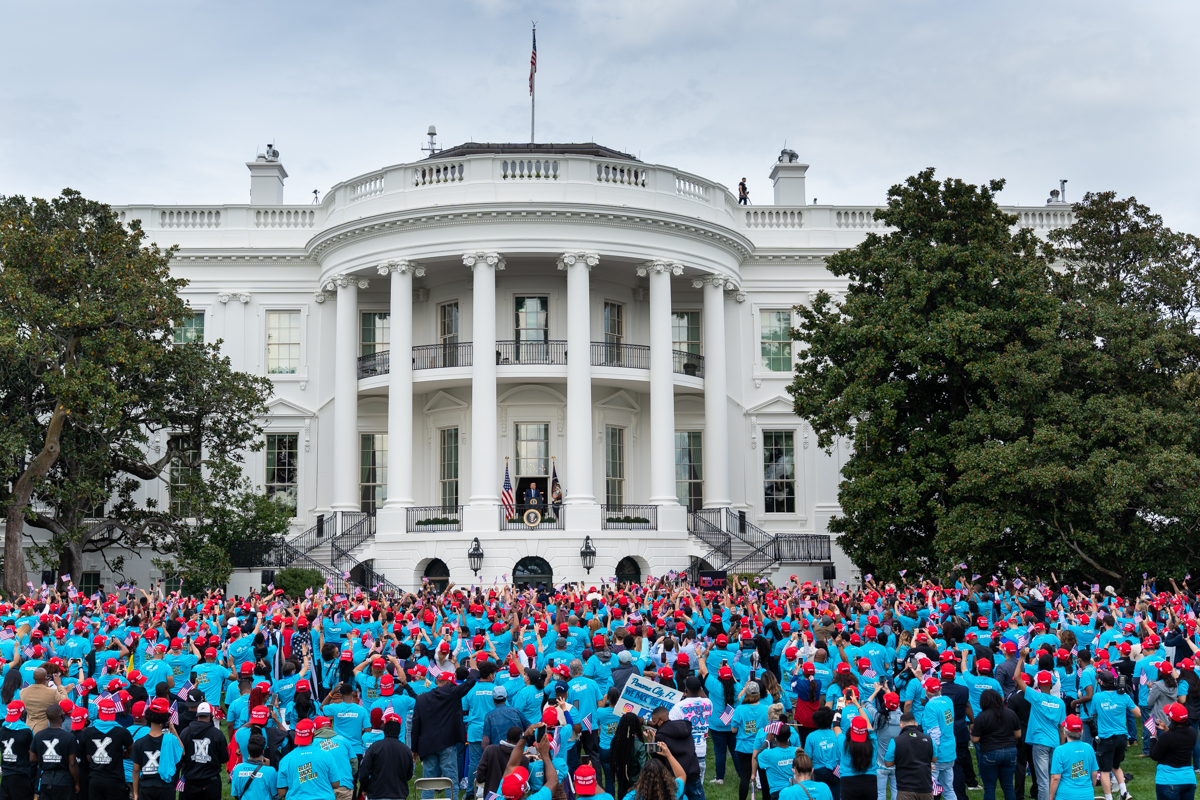
Donald Trump s'adresse à des supporters, invités par la fondation BLEXIT lors d'une manifestation organisée par Candace Owens devant la Maison-Blanche, le 10 octobre 2020.

Lors de la campagne électorale de réélection Trump, Candace Owens a organisé avec la fondation BLEXIT et la Maison-Blanche une « protestation pacifique », devant laquelle Donald Trump a fait son premier discours public après son hospitalisation pour cause de Covid-19. Trump a présenté Candace Owens comme son amie, en la citant deux fois par son prénom, et il a harangué le groupe en incitant les Noirs et les hispaniques à aller voter pour lui.

### Relais de la propagande de Poutine
Dans le cadre de l'invasion de l'Ukraine par la Russie à partir de 2022, elle prend position contre l'Ukraine, en particulier contre Volodymyr Zelensky. Elle reprend la propagande de la Russie en affirmant en mars 2022 que « l'Ukraine a été créée par les Russes ».